# Żagiel Ziemi
Żagiel Ziemi – album zespołu Breakout, wydany w 1980 przez Pronit pod numerem SX 1821. Album był częścią tzw.  „Tryptyku Olimpijskiego” (trzech płyt), przygotowanego z okazji Igrzysk Olimpijskich w Moskwie w 1980 r. Pozostałe części „tryptyku” nagrały zespoły Skaldowie – Droga ludzi i Budka Suflera – Na brzegu światła. Tadeusz Nalepa skomponował muzykę do gotowych tekstów poświęconych idei olimpijskiej, o których Wiesław Królikowski trafnie napisał, że są „antypiosenkowe”. Żagiel Ziemi była ostatnią płytą nagraną przez zespół Breakout. 

## Spis utworów
Muzyka i aranżacje: Tadeusz Nalepa.
Autor tekstów: Bogdan Loebl pod pseudonimem Piotr Trojka.
Strona A
1. „Jestem zwyczajnym mięśniem” – 3:20
2. „Dlaczego walczę” – 4:00
3. „Ile Olimpiad” – 1:50
4. „Rekord jest próbą” – 2:40
5. „Żagiel ziemi” – 4:00
6. „To nas łączy” – 2:40

Strona B
1. „W tłumie stadionu” – 3:25
2. „Historia dysku” – 4:40
3. „Maraton (Biegł przed siebie, Maraton - najdłuższa walka, Czy ludzie muszą się zabijać)” – 6:20
4. „Nad stadionem w Olimpii (Nad stadionem w Olimpii, Spójrz na Stadionie)” – 4:35

## Skład
- Tadeusz Nalepa – śpiew, gitara elektryczna, gitara akustyczna
- Mira Kubasińska – śpiew
- Roman „Pazur” Wojciechowski – śpiew (A1, B2)
- Krystian Wilczek – śpiew, gitara basowa
- Zbigniew Wypych – gitara basowa
- Marek Surzyn – perkusja

Realizacja
- Reżyser dźwięku: Wojciech Przybylski
- Projekt graficzny: Rafał Olbiński